# 138
138 (CXXXVIII) var ett normalår som började en tisdag i den julianska kalendern.

## Händelser

### Februari
- 25 februari – Kejsar Hadrianus adopterar Antoninus Pius på villkor att Antonius adopterar Marcus Annius Aurelius Verus.

### Juli
- 10 juli – Vid Hadrianus död efterträds han som romersk kejsare av Antoninus Pius. Den romerska senaten, som till stora delar har förlorat sin makt under Hadrianus regering, vägrar att förklara honom vara en gud. Vissa vill istället förklara honom vara tyrann och upphäva hans lagar.

### Okänt datum
- Sedan Telesphorus har avlidit väljs Hyginus till påve (detta år eller 136).
- En teater börjar byggas i Filadelfia.
- Han Zhidi blir kinesisk kejsare av Handynastin.

## Avlidna
- 10 juli – Hadrianus, romersk kejsare sedan 117.
- Zenobius, grekisk sofist som undervisade i retorik i Rom
- Telesphorus, påve sedan 125, 126 eller 128 (död detta år, 136 eller 137)